# Kurowo-Kolonia (województwo podlaskie)
Kurowo-Kolonia – wieś w Polsce położona w województwie podlaskim, w powiecie wysokomazowieckim, w gminie Kobylin-Borzymy.
W latach 1975–1998 miejscowość administracyjnie należała do województwa łomżyńskiego.
Wierni kościoła rzymskokatolickiego należą do parafii Wniebowzięcia Najświętszej Maryi Panny w Waniewie.

## Historia
W roku 1921 folwark Kurowo. Naliczono tu 6 budynków z przeznaczeniem mieszkalnym oraz 160. mieszkańców (74. mężczyzn i 86 kobiet). Narodowość polską podało 151 osób, a białoruską 9.